# باشگاه فوتبال سوان تان سایگون سمنت
باشگاه فوتبال سوان تان سایگون سمنت یک باشگاه فوتبال حرفه‌ای ویتنامی مستقر در شهر هوشی مین بود که از سال ۲۰۱۰ تا ۲۰۱۳ فعال بود.